# Zur-sache.at
Zur-sache.at ist ein im Februar 2021 gegründeter österreichischer Politik-Blog des Parlamentsklubs der Österreichischen Volkspartei. Der Blog entstand als Reaktion auf die Online-Medien Kontrast.at, ein Blog des Parlamentsklubs der Sozialdemokratischen Partei Österreichs, und ZackZack.at, dessen Herausgeber Peter Pilz ist.
Laut eigenen Angaben konzentriert sich der Blog inhaltlich auf die Themenbereiche Innenpolitik, Außenpolitik und politische Kommunikation. Die ideologische Orientierung richte sich nach „dem Wahlprogramm sowie dem Arbeitsprogramm des ÖVP-Parlamentsklubs für die jeweilige Gesetzgebungsperiode“.
Chefredakteur Claus Reitan meinte vor Beginn des Blogs, dass Kontrast.at und ZackZack.at „auf die journalistischen Tugenden der Sachlichkeit vergessen“ würden. Zur-sache.at hingegen würde „gänzlich andere Wege beschreiten“ und „sachliche und verlässliche Information aus erster Hand“ garantieren. In einem Interview mit Horizont behauptet Claus Reitan, Zur-sache.at sei eine Plattform für die bürgerliche Mitte, und weist den Vorwurf der Message Control zugunsten der ÖVP von sich.

## Rezeption in der Politik- und Medienlandschaft
Die österreichische Partei NEOS warf dem Blog kurz nach dessen Start in einer Presseaussendung Falschmeldungen und „Parteipropaganda“ vor.
Puls 24 konstatiert zum Blog, dass der Eindrück entsteht, als würde die ÖVP-Regierungspartei im politischen Notfall selbst im eigenen Parlamentsklub anrufen, um Inspiration zu Blogeinträgen zu liefern. Als Beispiel zieht Puls 24 den Bericht über eine mögliche Gastronomie-Öffnung während der COVID-19-Pandemie 2021 heran. Zur-sache.at veröffentlichte zuvor eine „Exklusiv-Story“ über „Leaks“ zur Gastro-Öffnung und berief sich dabei auf „Regierungsinsider“. Tatsächlich war bereits öffentlich bekannt, dass Beratungen zu einer möglichen Gastro-Öffnung stattfanden. Zur-sache.at selbst hat den entsprechenden Blogeintrag bereits gelöscht.
Der Kurier titelte nach Bekanntwerden des Blogstarts von Zur-sache.at: „Renaissance der Parteimedien“. Die Tageszeitung Salzburger Nachrichten berichtete ebenfalls im Zusammenhang mit der Gründung von Medienkanälen durch Parteien von „Informationen durch die Parteibrille“.
Peter Filzmaier sah Zur-sache.at im März 2021 als „bisher ein sich selbst bejubelndes Verlautbarungsorgan, wie wunderbar der türkise Regierungsteil alles angeblich machen würde“. Im Gegensatz zu früheren Parteizeitungen würde man versuchen wollen, „den eigenen klaren Parteibezug irgendwie ein bisschen zu verschleiern“. Vor allem seien Online-Parteimedien mediale Waffen gegen politische Gegner.
In einem Blogeintrag vom 8. April 2021 erhob Zur-sache.at Vorwürfe gegenüber der österreichischen Wochenzeitung Falter, der Süddeutschen Zeitung und dem Spiegel. Die genannten Medien hätten im Mai 2019 nach Bekanntwerden des sogenannten Ibiza-Videos (siehe Ibiza-Affäre) verschwiegen, dass Porsche ein „Partei-Sponsor“ für „eine Partei“ (gemeint ist die SPÖ) sei. Im Besonderen unterstellt Zur-sache.at dem Chefredakteur der Wochenzeitung Falter – Florian Klenk –, die journalistische Sorgfaltspflicht nicht erfüllt zu haben und sich mit den Oppositionsparteien SPÖ und NEOS verbündet zu haben. Belege für die Unterstellungen finden sich laut Standard keine. Den Grund für das Verschweigen des Falters von Porsche als mutmaßlichen Financier sieht Zur-sache.at darin, dass Porsche-Aufsichtsrat Hans Michel Piëch Unternehmensanteile am Falter halte. Klenk spricht in diesem Zusammenhang von einem „Orbán-Style“ der ÖVP, von „persönlichen Angriffen und Untergriffen“. Der Presseclub Concordia kritisiert einerseits die Diskreditierung des Falters durch den Blogeintrag und andererseits, dass Bundeskanzler Sebastian Kurz ihn in den sozialen Medien geteilt hat und damit das „Propaganda-Stück“ legitimiere.